# Sutlepsjön
Sutlepsjön (estniska: Sutlepa meri) är en insjö i västra Estland. Den ligger i Lääne-Nigula kommun (före kommunreformen 2017 Nuckö kommun) i landskapet Läänemaa, 81 km sydväst om huvudstaden Tallinn och 11 km norr om residensstaden Hapsal. Den är landskapets största sjö och dess area uppgår till 1,86 kvadratkilometer.
Sutlepsjön ingår i Silma naturskyddsområde som instiftades 1998. Naturområdet är en av Estlands viktigaste häckningsplatser för flyttfåglar och har värdefulla naturmiljöer som består av grunda havsvikar, vassområden, strandängar och sjöar skapade av den pågående landhöjningen.
Sutlepsjön ligger endast en halvmeter över havsnivån i det låglänta område som förr var ett sund mellan Nuckö och fastlandet. Sjön ligger i det område som traditionellt har varit bebott av estlandssvenskar och även det svenska namnen på den är officiellt. Nordost om sjön ligger samhället Sutlep och söder om sjön ligger byn Lyckholm och kommunens administrativa centrum, Birkas. Sutlepsjön ligger i det område som förr beboddes av estlandssvenskar och även dess svenska namnform är officiell i Estland.